# Nouère
Pour les articles homonymes, voir Nouère (homonymie).
La Nouère est une rivière du sud-ouest de la France et un affluent droit de la Charente. Elle arrose le département de la Charente à l'ouest d'Angoulême, dans l'ancienne région Poitou-Charentes, donc en région Nouvelle-Aquitaine. La Nouère est un cours d'eau de première catégorie.

## Géographie
Elle prend sa source au nord-est de Rouillac qu'elle contourne puis son cours est sud-sud-est et elle rejoint la Charente dont elle est un affluent rive droite, juste en aval d'Angoulême, en face de La Couronne.
La longueur de son cours d'eau est de 25,8 km.

### Communes et cantons traversés
La Nouère prend sa source sur la commune de Rouillac, traverse - de l'amont vers l'aval - les communes de Saint-Cybardeaux, Saint-Genis-d'Hiersac, Saint-Amant-de-Nouère, Asnières-sur-Nouère, Saint-Saturnin et conflue sur la commune de Linars.
Soit en termes de cantons, elle prend sa source sur l'ancien canton de Rouillac, maintenant le canton de Val de Nouère, et traverse et conflue sur l'ancien canton d'Hiersac maintenant le même canton de Val de Nouère, dans l'arrondissement d'Angoulême.

### Toponymes
La Nouère a donné son hydronyme aux deux communes suivantes de Saint-Amant-de-Nouère, Asnières-sur-Nouère, ainsi qu'au canton de Val de Nouère.

### Bassin versant
La Nouère traverse une seule zone hydrographique « La Nouère » (R302) de 118 km2 de superficie. ce bassin versant est constitué à 85,14 % de « territoires agricoles », à 10,974 % de « forêts et milieux semi-naturels », à 3,90 % de « territoires artificialisés »,.

### Organisme gestionnaire
L'organisme gestionnaire est l'EPTB Charente.

## Affluents
La Nouère n'a pas d'affluent contributeur connu dans le Sandre.
Sur la carte de Cassini no 69 d'Angoulême, levée vers 1768, on voit sur sa rive droite un affluent nommé ruisseau de Fondion, en fait le ruisseau de Fontguyon (rd), qui passe à Douzat où il est déjà intermittent, puis devient une vallée sèche en aval.
Un affluent alimenté par plusieurs sources (Font de Grosville, Font de Bonneuil, Font Franchaud) arrive sur sa rive gauche à Saint-Cybardeaux, au lavoir du Pont Reine.

### Rang de Strahler
Donc le rang de Strahler de la Nouère est de deux.

## Hydrologie
Son régime hydrologique est dit pluvial océanique.

## Aménagements et écologie

### Histoire
Les bords de la Nouère étaient très cultivés en chanvre. Plusieurs bassins de rouissage existent encore.

## Hydronymie
Les formes anciennes sont super Noiram en 852, fluvium Nodra en 879, fluvium Noira après 942. Vraisemblablement francisé et associé à noire, la couleur (ancien français nouère) plus tardivement.

## Galerie

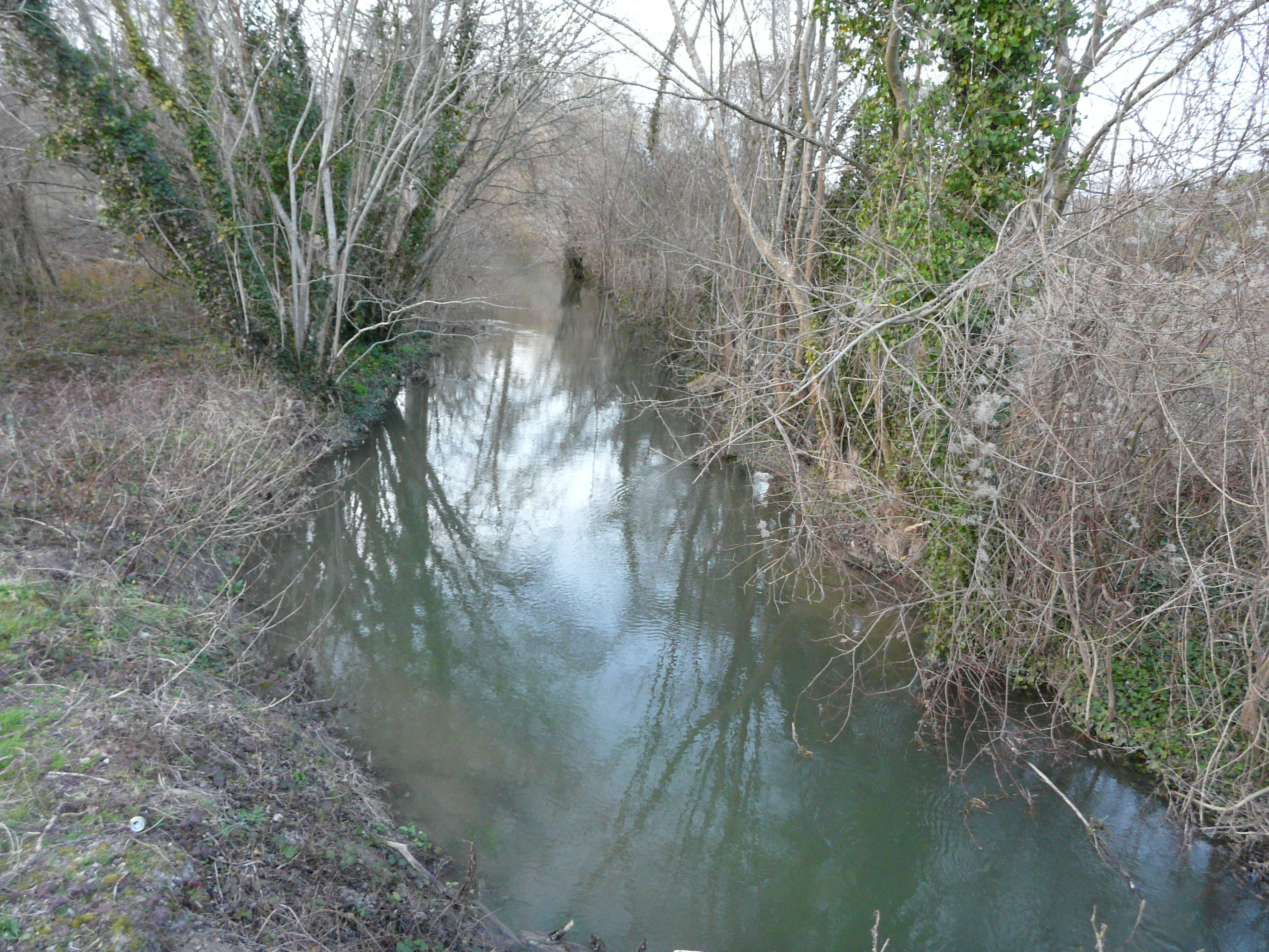
La Nouère en amont du pont de la route nationale 141 à Asnières-sur-Nouère.
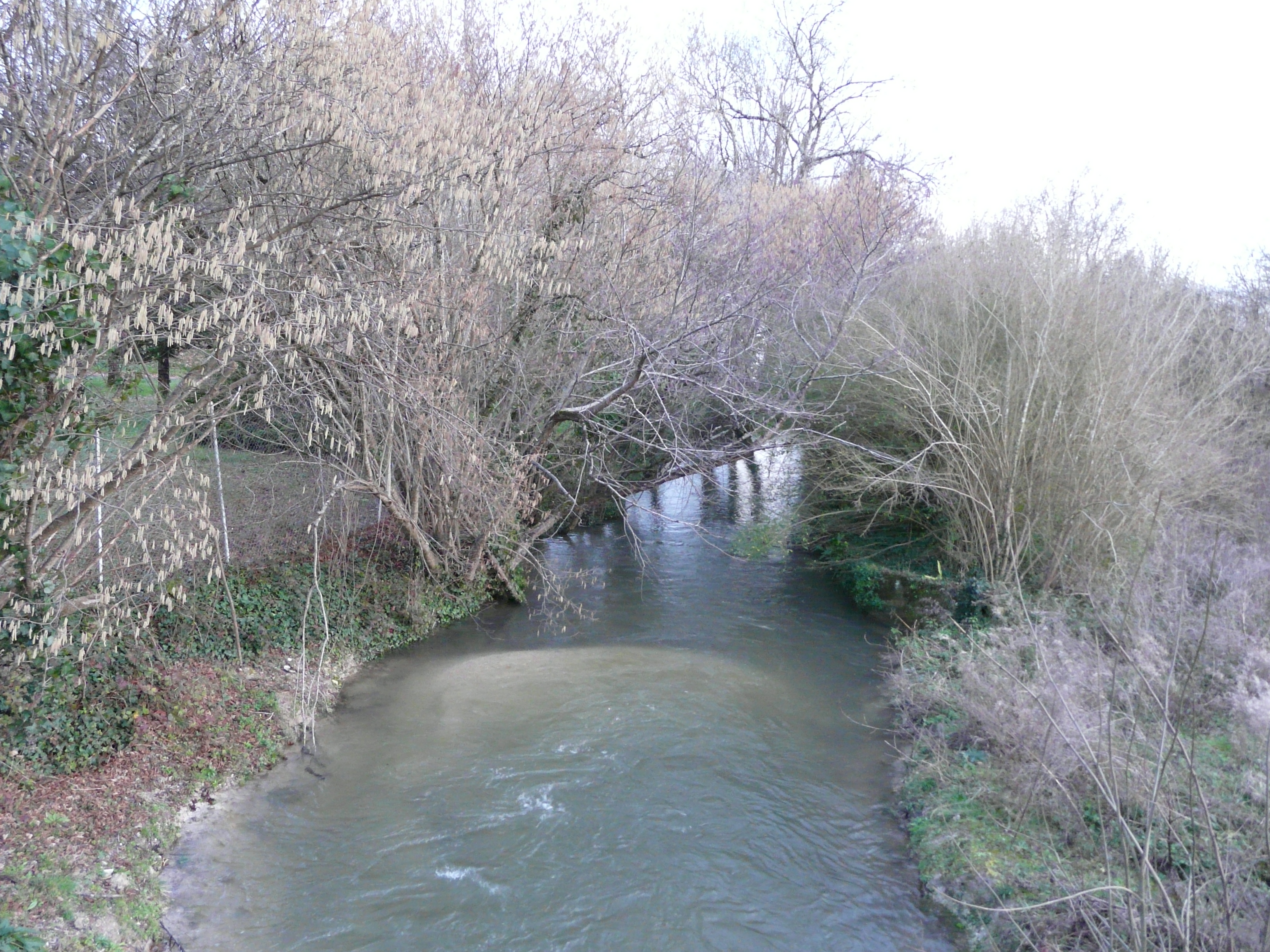
La Nouère en aval du pont de la route nationale 141 à Asnières-sur-Nouère.
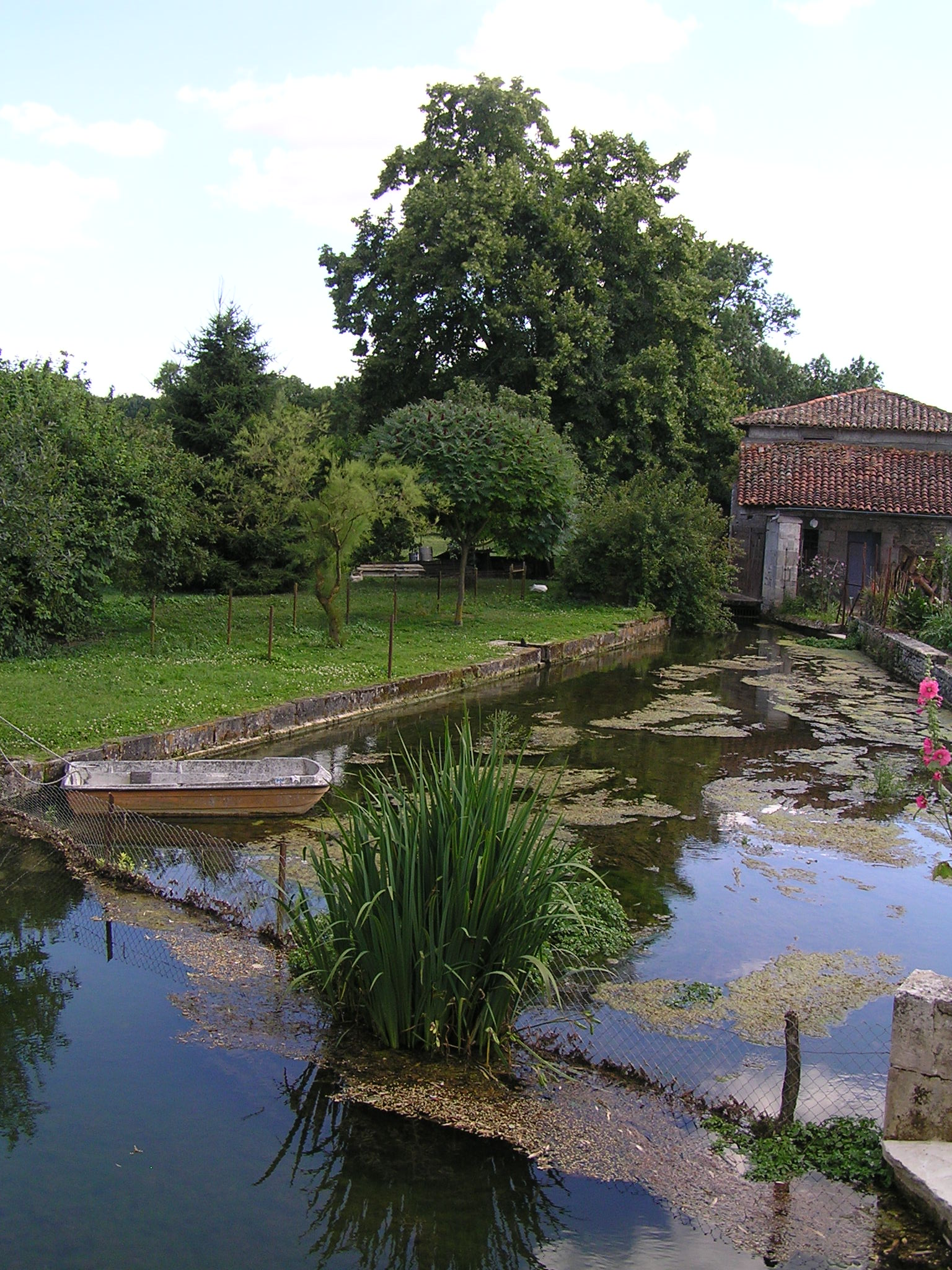
La Nouère à Saint-Cybardeaux.